# Ido Reizan
Ido Reizan est un nom japonais traditionnel ; le nom de famille (ou le nom d'école), Ido, précède donc le prénom (ou le nom d'artiste).
Ido Reizan (井土 霊山, 1859-1935) est un journaliste, écrivain, poète et militant libéral japonais. Il est engagé dans le mouvement pour la liberté et les droits du peuple (自由民権運動, Jiyū Minken Undō), qui semble l'avoir contraint à un mode de vie nomade.

## Biographie
Reizan naît sous le nom Wada Tsuneshige dans une famille samouraï du han de Sōma Nakamura. Il épouse Ido Sumi, membre des Ido, famille de samouraï basée dans le quartier Azabu de l'arrondissement de Minato à Tokyo.
Reizan est diplômé du lycée d'enseignement de Sendai, qui, au cours de l'ère Meiji, devient la faculté d'éducation de l'université du Tōhoku.
Il travaille comme journaliste et rédacteur en chef de plusieurs journaux, dont le Mainichi Shimbun d'Osaka, le Sanyo Shimbun et le Tokyo Yokohama Shimbun.
Reizan est un écrivain prolifique qui écrit et édite 27 livres, dont les sujets vont du droit pénal à la poésie chinoise.
Reizan préconise la création de l'Université de Mandchourie (満州大学) qu'il pense pouvoir contribuer à l'introduction de la modernité en Mandchourie et en Chine. (1905 満洲富籤策 Manshu tomikujisaku. pp. 25-30). Sa proposition de donner aux peuples de Mandchourie et de Chine accès à l'enseignement supérieur anticipe de 33 ans l'établissement de l'Université Kenkoku (建国大学 Kenkoku Daigaku).

## Sources
- Wakamatsu, Jotaro. 2002. Reizan - Ido Tsuneshige. Fukushima-Jiyujin, vol. 17. (Reprinted in The Proceedings of Fukushima Jiyu Minken Daigaku Soma Taikai. pp. 49-61.)
- 1992. Kyodo yukari no sakkatachi. Kyoiku Fukushima, vol. 0166. p. 48.

## Source de la traduction
- (en) Cet article est partiellement ou en totalité issu de l’article de Wikipédia en anglais intitulé « Ido Reizan » (voir la liste des auteurs).